# Luísa Schmidt
Maria Luísa de Carvalho de Albuquerque Schmidt (Lisboa, 1957) é uma socióloga, jornalista, professora portuguesa, atualmente investigadora do Instituto de Ciências Sociais da Universidade de Lisboa. Faz parte da equipa que introduziu a Sociologia do Ambiente em Portugal, tanto na investigação, como no ensino, como na articulação entre academia e sociedade.

## Percurso
Luísa Schmidt é socióloga especialista nas áreas da comunicação e do ambiente, jornalista, professora e investigadora principal do Instituto de Ciências Sociais da Universidade de Lisboa e trabalha sobre temas relacionados com o ambiente, educação e educação ambiental. Alia, desde cedo, a investigação à promoção da cultura científica e à sensibilização das populações para as políticas públicas na área do ambiente.
Em 1979 concluiu a licenciatura em sociologia pela Faculdade de Ciências Sociais e Humanas da Universidade Nova de Lisboa.
Luísa Schmidt faz parte da equipa de investigação que estruturou o projecto "Observatório de Ambiente e Sociedade]" (ICS-UL), no âmbito do qual  desenvolve vários projectos de investigação que articulam ciências sociais e ambiente. Esta rede internacional fundada em 1996 que pretende articular projectos e actividades do Grupo de Investigação Ambiente, Território e Sociedade (GIATS) com diversos tipos de públicos, através da divulgação de resultados, promoção de debates e workshops, realização de acções de formação, publicação de estudos, fornecimento de informação útil à definição de políticas públicas e disseminação de conhecimento sobre meio ambiente, território e sociedade ao público em geral. O OBSERVA realiza também inquéritos de âmbito nacional e mantém uma base de dados sobre temas de ambiente e território. 
Em 1999 defende a tese de doutoramento em sociologia da comunicação e do ambiente no ISCTE - Instituto Superior de Ciências do Trabalho e da Empresa, em Lisboa 
Luísa Schmidt é autora de vários artigos publicados em revistas nacionais e internacionais, bem como de inúmeros textos de divulgação científica e de livros, sobre esta temática. 
Desde 1990, é colunista do semanário Expresso com a coluna “Qualidade Devida” sobre questões ambientais e de cidadania e colaboradora do programa de rádio ‘Um certo olhar’ na Antena 2 .
Entre 2004 e 2012, Luísa Schmidt coordenou a linha de pesquisa "Sustentabilidade, Ambiente, Risco e Espaço" (ISC-ULisboa).
É ainda membro do CNADS (Nacional do Ambiente e Desenvolvimento Sustentável]), do Working Group EEAC - European Environment and Sustainable Development Advisory Councils e do Research Network for Environment and Society (RN12) – European Sociological Association (ESA).
Faz parte do Conselho Consultivo da APREN (Associação Portuguesa das Energias Renováveis]) e integra, desde 2009, o Comité Científico do Programa Doutoral em "Alterações Climáticas e Políticas de Desenvolvimento Sustentável", resultante de uma parceria entre as duas Universidades de Lisboa (Universidade de Lisboa e Universidade Nova de Lisboa) e com a colaboração da Universidade de East Anglia, da Universidade de São Paulo e da Pontíficia Universidade Católica do Rio de Janeiro (PUC-Rio). Coordenou também o grupo de trabalho no âmbito da Comissão Nacional da UNESCO para a Década da Educação para o Desenvolvimento Sustentável (2005-2014).
Luísa Schimdt fez parte do Futuro Limpo], que junta várias pessoas de diversas áreas como, por exemplo, da ciência, da diversidade ou da cultura. Para além de se oporem à exploração de hidrocarbonetos, apresentam possibilidades de um desenvolvimento do país menos poluente, sem que a prosperidade e o bem estar das pessoas seja colocado em causa.
Entre 2016 e 2017 trabalhou no IGAMAOT (Inspecção Geral do Ambiente, Mar, Agricultura e Ordenamento do Território]) no âmbito do "Modelo de Análise de Prioridade de Ação – Ambiente e Território (MAPA)". 
Desde 2017 é conselheira da Plataforma Local Almada Clima, Membro do Conselho Geral do Instituto Politécnico de Leiria, Embaixadora da Aliança Objectivos de Desenvolvimento Sustentável de Portugal - ODS 14 Acção Climática e Membro do Grupo de Peritos da FCT - Fundação para a Ciência e a Tecnologia, na Agenda Estratégica de Investigação e Inovação Agro-alimentar, Florestas e Biodiversidade. Trabalha também no Plano Intermunicipal de Adaptação às Alterações Climáticas da AMAL (Associação dos Municípios do Algarve]). 
Desde 2018 é Membro da Comissão de Acompanhamento da Estrutura de Missão para a Instalação do Sistema de Gestão Integrada de Fogos Rurais em Portugal e Membro da Comissão de Honra do Plano Nacional de Leitura 2017-2027. 
Desde 2019 é Vice Presidente da Mesa do Conselho Científico Internacional do Instituto de Estudos Avançados em Catolicismo & Globalização, em Portugal. 
Entre 2018 e 2021 participa nas investigações dos projectos "People & Fire - As Pessoas e o Fogo: Reduzir o Risco, Conviver com o Risco" e "RIVEAL - Riparian Forest Values and Ecosystem Services in Uncertain Freshwater Futures and Altered Landscapes / Valores e serviços dos ecossistemas fluviais e das florestas ripárias em paisagens fluviais alteradas e futuros climáticos incertos", ambos financiados pela FCT - Fundação para a Ciência e a Tecnologia. 

## Reconhecimentos e Prémios
- 1992 - Prémio Nacional de Jornalismo Ambiental do Observatório do Ambiente, Portugal;[3]
- 1994 - Grau de Comendador da Ordem do Infante D. Henrique da Presidência da República - Grão-Mestre das Ordens Honoríficas Portuguesas; [3][11]
- 2000 - 3.º Prémio "Cassete de Bronze" do Festival Ambiente 2000 de Portalegre, com o documentário “Poluição em Imagens”; [3]
- 2000 - 1.º Prémio para Vídeo Profissional com o documentário “Poluição em Imagens” do VI Festival Internacional CineEco de Seia; [3]
- 2000 - Prémio Especial "Resíduos" do VI Festival Internacional CineEco] de Seia; [3]
- 2002 - Prémio Internacional de Comunicação Ambiental, entregue pelo à data secretário-geral das Nações Unidas, Kofi Annan [3] [12]
- 2004 - Prémio POLIS 2004 - "Paisagem e Ordenamento do Território", com o episódio n.º 4 “Paisagem e Desordenamento” da série documental “Portugal – Um Retrato Ambiental”, do X Festival Internacional CineEco de Seia;[3]
- 2005 - 1º Prémio "Water and Sustainable Development" com o episódio n.º 3 “Águas” da série documental “Portugal – Um Retrato Ambiental”, no âmbito do Prémio Anual de Jornalismo da Águas do Douro e Paiva (AdDP), denominado ‘Saber D´Água – Água e Desenvolvimento Sustentado’; [3] [13]
- 2006 - URBAN TV 2006 – 1º Prémio do IV International Television Festival about Urban Life and Ecology / TVE (televisão espanhola), com o episódio n.º 4 “Paisagem e Desordenamento” da série documental “Portugal – Um Retrato Ambiental”;[3]
- 2007 - Menção Honrosa da CPADA (Confederação Portuguesa das Associações de Defesa do Ambiente), Lisboa; [3]
- 2008 - Homenagem do Festival CineEco 2008, 14.º Festival de Cinema e Vídeo de Ambiente, Festival CineEco 2008 de Seia;[3]
- 2008 - Green Project Awards – Menção Honrosa "Portugal, Um Retrato Ambiental" do Grupo GCI, Lisboa;[3]
- 2010 - Prémio Quercus 2010 – galardão atribuído no 25 Anos da Quercus - Associação Nacional de Conservação da Natureza; [3][14]
- 2016 - Prémio Ciência Viva Media da Agência Nacional para a Cultura Científica e Tecnológica (Ministério da Ciência);[9]
- 2016 - Reconhecimento público no âmbito da iniciativa “Mulheres na Ciência”, da Ciência Viva, Lisboa;[3]
- 2016 - Prémio Ciência Viva Montepio – Media 2016, da Ciência Viva, Lisboa;[3] [4]
- 2016 - Prémio Científico – menção honrosa da Universidade de Lisboa / Caixa Geral de Depósitos;[3]
- 2017 - Prémio ERICS, Caixa Geral de Depósitos, Lisboa;[3]
- 2019 - WEF - Women Economic Forum, “Exceptional Women - Leaders of Excellence – Designing a Sustainable World Together.[3]

## Livros
- 1993 - O Verde Preto no Branco. Lisboa: Gradiva. [ISBN 9726623367]
- 1994 - Consumo Bem Espremido. Lisboa: Gradiva. [ISBN 9789726623489]
- 1997 - Guia de Direitos do Cidadão. Lisboa: Círculo de Leitores. [ISBN 9724214818]
- 1999 - Portugal Ambiental. Casos & Causas. Oeiras: Celta. [ISBN 9727740189]
- 2004 - Ambiente no Ecrã. Emissões e Demissões no Serviço Público Televisivo. Lisboa: Imprensa de Ciências Sociais
- 2005 - Autarquias e Desenvolvimento Sustentável. Lisboa: Fronteira do Caos. [ISBN 9789729975707]
- 2007 - País (in)Sustentável. Ambiente e Qualidade de Vida em Portugal. Lisboa: Editora Esfera do Caos.
- 2008 - Ciência e cidadania. Homenagem a Bento de Jesus Caraça, com João de Pina Cabral. Lisboa: Imprensa de Ciências Sociais. [ISBN 9789726712183]
- 2010 - Educação Ambiental. Balanço e Perspectivas para uma Agenda Mais Sustentável, com João Guerra e Joaquim Nave. Lisboa: Imprensa de Ciências Sociais. [ISBN 9789726712657]
- 2013 - Bem Comum: Público e/ou Privado,  com J. Pato e M.E. Gonçalves (eds.). Lisboa: Imprensa de Ciências Sociais.
- 2014 - Ambiente, Alterações Climáticas, Alimentação e Energia: a Opinião dos Portugueses, com Ana Delicado (Eds.). Lisboa: Imprensa de Ciências Sociais. [ISBN 9789726713357]
- 2014 - Governação de Proximidade. As Juntas de Freguesia de Lisboa, com João Seixas e Anabela Baixinho, Lisboa: Imprensa Nacional Casa da Moeda. [ISBN 9789722722230]
- 2016 - Portugal. Ambientes de Mudança. Erros, Mentiras e Conquistas. Lisboa: Temas e Debates e Círculo de Leitores. [ISBN 9789896444181]
- 2017 - Clima de Tensão: Acção Humana, Biodiversidade e Mudanças Climáticas, com L. C. Ferreira, M. P. Buendía, J. Calvimontes e J. E. Viglio (Org.). Campinas: Editora da Unicamp.
- 2018 - Sustentabilidade. Primeiro Grande Inquérito em Portugal, com Mónica Truninger, João Guerra e P. Prista. Lisboa: Imprensa de Ciências Sociais. [ISBN 9789726714910]